# John Taylor (Leichtathlet, 1882)

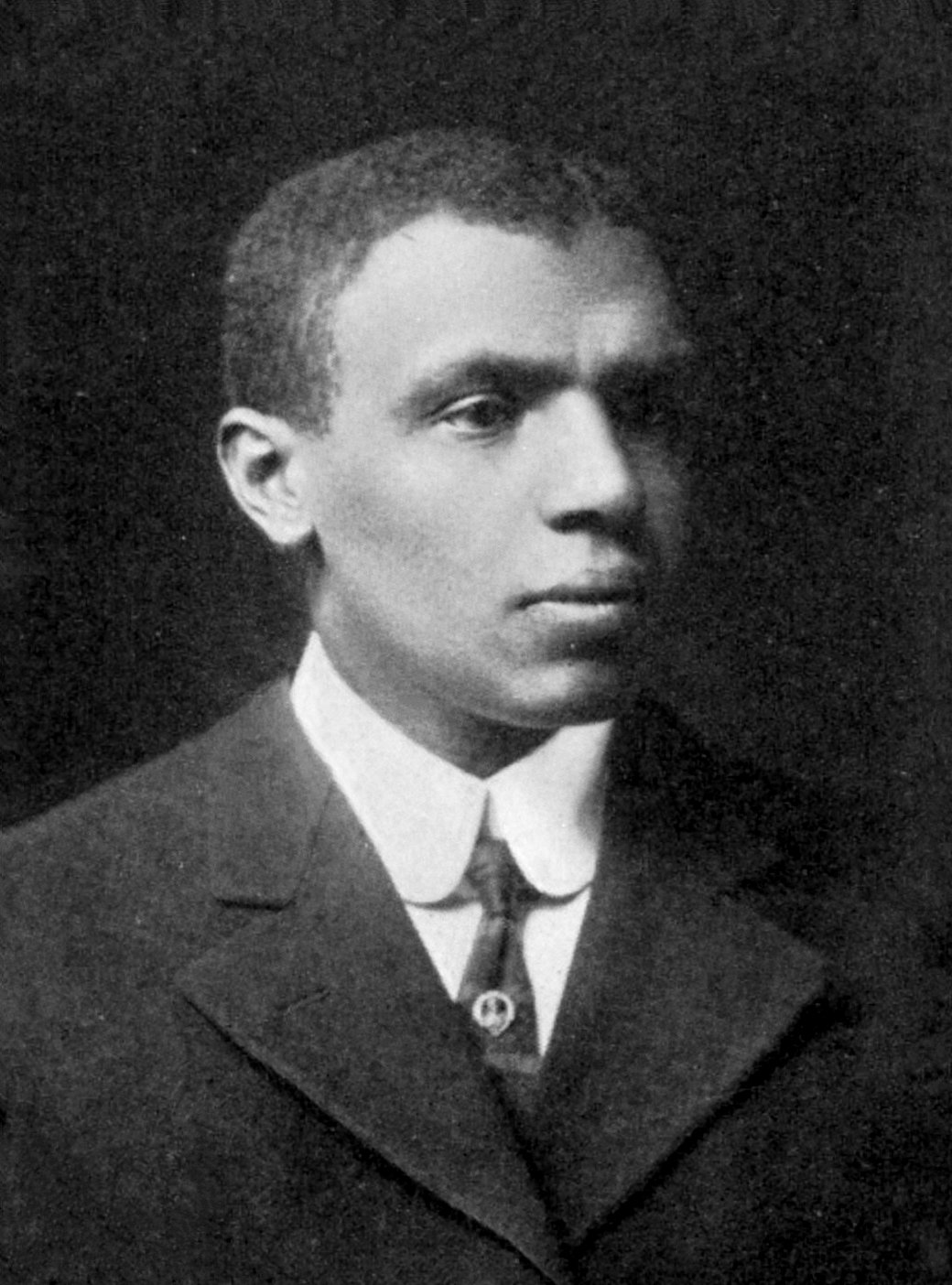
John Taylor

John Baxter Taylor (* 11. November 1882 in Washington, D.C.; † 2. Dezember 1908 in Philadelphia) war ein US-amerikanischer Leichtathlet, der zu Beginn des 20. Jahrhunderts als Läufer über 440 Yards erfolgreich war. Er war der erste afroamerikanische Leichtathlet, der eine olympische Goldmedaille gewann.
Der für das Penn Track Team startende Taylor gewann viermal bei amerikanischen Meisterschaften:
- AAU: 1907 (51,0 s)
- IC4A: 1904 (49,2 s), 1907 (48,8 s) und 1908 (52,2 s)

Er nahm an den Olympischen Spielen 1908 in London teil. Nachdem er bei den Einzelrennen über 400 Meter den Vorlauf mit 50,8 s und den Zwischenlauf mit 49,8 s gewonnen hatte, wurde er im Finale, an dem drei US-Amerikaner sowie der Brite Wyndham Halswelle teilnahmen, Vierter und Letzter. Da erhielt er unerwartet eine zweite Chance: Das Rennen wurde wegen eines Regelverstoßes – John Carpenter hatte den Briten absichtlich von der Bahn zu drängen versucht – annulliert und eine Wiederholung angesetzt. Aus Protest gegen die Disqualifizierung Carpenters traten jedoch sowohl Taylor als auch der dritte Amerikaner, William Robbins, zu dem Wiederholungsrennen nicht mehr an und überließen Halswelle kampflos die Goldmedaille.
Damit waren die Spiele für Taylor jedoch noch nicht beendet, da er zusammen mit William Hamilton, Nate Cartmell und Mel Sheppard auch für die nur bei den Spielen in London ausgetragene olympische Staffel (200 m/200 m/400 m/800 m) nominiert war. Taylor absolvierte als dritter Läufer die 400-Meter-Distanz, wobei sein unmittelbarer Konkurrent der Deutsche Otto Trieloff war. Das Team siegte in 3:29,4 min vor Deutschland in 3:32,4 min und Ungarn in 3:32,5 min.
Im olympischen Jahr 1908 schloss Taylor an der University of Pennsylvania in Philadelphia sein Studium der Veterinärmedizin ab. Er konnte seinen Beruf jedoch nie ausüben: Kurz nach der Rückkehr aus London starb er an Typhus.